# Nanda Collection
Albums de Kyary Pamyu Pamyu
Pamyu Pamyu Revolution
(2011) Pika Pika Fantajin
(2014)
Singles
1. Fashion Monster
Sortie : 7 octobre 2012
2. Kimi ni 100 Percent / Furisodeshon
Sortie : 30 janvier 2013
3. Ninja Re Bang Bang
Sortie : 20 mars 2013
4. Invader Invader
Sortie : 15 mai 2013

Nanda Collection (なんだこれくしょん, ou Nandacollection) est le second album studio complet de la chanteuse pop japonaise Kyary Pamyu Pamyu.
L'album sort le 26 juin 2013 au Japon sur le label Unborde de Warner Music Group. Il atteint la 1re place du classement hebdomadaire des ventes de l'oricon et se vend au Japon au total de 260 000 exemplaires.

## Informations
La date de publication de l'album a été annoncée en mai 2013 ; l'album sort en deux éditions: une édition régulière et une autre limitée incluant un DVD bonus contenant les clips des singles principaux.
Deux images de la couverture de l'album ont été dévoilées le même jour. La couverture de l'édition régulière est un "coup couple" de Kyary avec sa perruque blonde habituelle et une marionnette de style après elle, tandis que la couverture de l'édition limitée montre sa coupe de cheveux "partant dans tous les sens" et surtout son "costume" couvert de plumes de paon.
Il comprend douze titres, dont cinq déjà parus sur quatre singles sortis auparavant : Fashion Monster (sorti le 17 octobre 2012), Kimi ni 100 Percent / Furisodeshon (sorti le 30 janvier 2013), Ninja Re Bang Bang (sorti le 30 mars 2013) et Invader Invader (sorti le 15 mai 2013).
Bien qu'aucune des nouvelles chansons de l'album n'ait fait l'objet d'un clip vidéo, une grande partie de ces dernières ont été utilisées pour des spots publicitaires, notamment Mi (み), Kura Kura (くらくら), et Noriko no Norio (のりことのりお),. 
La chanson Super Scooter Happy est une reprise du groupe Capsule, dont Yasutaka Nakata, le compositeur et auteur de toutes les chansons de Kyary est lui-même membre.
L'album a débuté numéro un au Japon puis quasiment dans le monde entier. Aux États-Unis, l'album a débuté  numéro 2 sur le Billboard Top World Albums chart, le classement qui suit les meilleures ventes d'albums de musique du monde aux États-Unis. En Taïwan, l'album a fait ses débuts dans le Top 10 du classement du G-Music J-Pop Albums Chart. Lors de sa sortie au niveau international, l'album a dépassé les classements de iTunes dans plusieurs pays et dans le Top 10 et Top 20 d'autres nombreux pays.
Une tournée a lieu en 2014, Nanda Collection World Tour 2014, qui se tiendra en Europe (en France, Belgique, Allemagne, Royaume-Uni, etc) en Amérique (aux États-Unis, Hawaï et au Canada), en Asie (au Japon, Taïwan, en Chine, Thaïlande, etc) et en Océanie (Australie)

## Composition de l'album

### Origine du titre
Le titre de l’album est un mélange des mots « nanda kore » (« What The? » en anglais) et « korekshon » (phonétique japonaise de « collection », prononcé alors en anglais) On pourrait traduire en anglais le titre par « What's this collection? ». Kyary utilise le jeu de mots « Nandakorekshon » signifierait donc « Qu'est-ce que c'est? » ou vulgairement « Qu'est-ce ce bordel? ». Ce titre est en fait lié aux divers genres des musiques de l'album.

### Genre de musique
La musique de Kyary est variée de genres musicaux. Tout en intégrant la musique électronique arrangée et composée par Nakata, certaines musiques montrent une grande différence de genre musicaux, comme certaines d'entre elles :
- Nandacollection (なんだこれくしょん), chanson servie comme ouverture de l'album (intro), la musique n'est composée de musique électronique et d'instruments classiques, comme la cornemuse et tambours.
- Super Scooter Happy, reprise d'un titre de capsule, Nakata intègre la trompette, la batterie et autres instruments utilisés pour le jazz ou le blues, qui nous renvoient aux années 1950 et 1960 (écouter).
- Invader Invader (インベーダーインベーダー), quatrième single de l'album, Nakata n'utilise que la musique électronique dont un genre de musique affilié à la "house music" comme le "dubstep" qui fait brièvement son apparition après le premier couplet et refrain de la chanson.
- Mi (み), phonétique japonaise de "Me" en anglais, que l'on traduire par « mon corps » ou « moi », est composée à la fois de la musique électronique ainsi que des instruments classiques comme la trompette, le tambour dont le rythme évoque les fêtes de rue voire la parade (écouter).
- Otona na Kodomo (おとななこども), dernière piste, la musique est composée d'electro, de piano et brièvement de violon dont le rythme fait penser à l'eurodance ou au disco et musiques des années 1980 et 1990 (écouter).

## Liste des titres
Toutes les chansons sont écrites et composées par Yasutaka Nakata.
| CD des éditions régulière et limitée | CD des éditions régulière et limitée        | CD des éditions régulière et limitée | CD des éditions régulière et limitée | CD des éditions régulière et limitée | CD des éditions régulière et limitée | CD des éditions régulière et limitée | CD des éditions régulière et limitée | CD des éditions régulière et limitée | CD des éditions régulière et limitée |
| No                                   | Titre                                       | Durée                                |                                      |                                      |                                      |                                      |                                      |                                      |                                      |
| ------------------------------------ | ------------------------------------------- | ------------------------------------ | ------------------------------------ | ------------------------------------ | ------------------------------------ | ------------------------------------ | ------------------------------------ | ------------------------------------ | ------------------------------------ |
| 1.                                   | Nandacollection (なんだこれくしょん)        | 0:47                                 |                                      |                                      |                                      |                                      |                                      |                                      |                                      |
| 2.                                   | Ninja Re Bang Bang (にんじゃりばんばん)     | 4:29                                 |                                      |                                      |                                      |                                      |                                      |                                      |                                      |
| 3.                                   | Kimi ni 100 Percent (キミに100パーセント)   | 3:20                                 |                                      |                                      |                                      |                                      |                                      |                                      |                                      |
| 4.                                   | Super Scooter Happy (reprise de Capsule)    | 5:54                                 |                                      |                                      |                                      |                                      |                                      |                                      |                                      |
| 5.                                   | Invader Invader (インベーダーインベーダー)  | 4:12                                 |                                      |                                      |                                      |                                      |                                      |                                      |                                      |
| 6.                                   | Mi (み)                                     | 4:21                                 |                                      |                                      |                                      |                                      |                                      |                                      |                                      |
| 7.                                   | Fashion Monster (ファッションモンスター)    | 4:37                                 |                                      |                                      |                                      |                                      |                                      |                                      |                                      |
| 8.                                   | Saigo no Ice Cream (さいごのアイスクリーム) | 4:10                                 |                                      |                                      |                                      |                                      |                                      |                                      |                                      |
| 9.                                   | Noriko to Norio (のりことのりお)            | 3:17                                 |                                      |                                      |                                      |                                      |                                      |                                      |                                      |
| 10.                                  | Furisodeshon (ふりそでーしょん)             | 4:05                                 |                                      |                                      |                                      |                                      |                                      |                                      |                                      |
| 11.                                  | Kura Kura (くらくら)                        | 2:50                                 |                                      |                                      |                                      |                                      |                                      |                                      |                                      |
| 12.                                  | Otona na Kodomo (おとななこども)            | 5:31                                 |                                      |                                      |                                      |                                      |                                      |                                      |                                      |
| 47:27                                |                                             |                                      |                                      |                                      |                                      |                                      |                                      |                                      |                                      |

| 1. | Fashion Monster (ファッションモンスター) (MUSIC VIDEO)   | 4:46 |
| 2. | Furisodeshon (ふりそでーしょん) (MUSIC VIDEO)            | 4:15 |
| 3. | Ninja Re Bang Bang (にんじゃりばんばん) (MUSIC VIDEO)    | 4:25 |
| 4. | Invader Invader (インベーダーインベーダー) (MUSIC VIDEO) | 4:26 |

## Classements à l'Oricon
| Oricon Chart         | Position | Premières ventes                | Total des ventes | Certification       |
| -------------------- | -------- | ------------------------------- | ---------------- | ------------------- |
| Daily Albums Chart   | 1        | 44,221 (ventes du premier jour) | 260,000          | Platinum (+250,000) |
| Weekly Albums Chart  | 1        | 126,074                         | 260,000          | Platinum (+250,000) |
| Monthly Albums Chart | 3        | 126,074                         | 260,000          | Platinum (+250,000) |
| Yearly Albums Chart  | 19       | 250,490                         | 260,000          | Platinum (+250,000) |